# ترينت هاجا
ترينت هاجا (بالإنجليزية: Trent Haaga)‏ هو كاتب سيناريو وممثل أمريكي، ولد في 1971 بلوس أنجلوس في الولايات المتحدة.

## أعمال

### أفلام
- (2014) عيون محدقة[4]

## وصلات خارجية
- ترينت هاجا على موقع IMDb (الإنجليزية)
- ترينت هاجا على موقع روتن توميتوز (الإنجليزية)
- ترينت هاجا على موقع ألو سيني (الفرنسية)
- ترينت هاجا على موقع أول موفي (الإنجليزية)
- ترينت هاجا على موقع قاعدة بيانات الأفلام السويدية (السويدية)
- ترينت هاجا على موقع قاعدة بيانات الفيلم (الإنجليزية)
- ترينت هاجا على موقع كينوبويسك (الروسية)